# آن سان
آن سان (انگلیسی: An San; ۲۷ فوریهٔ ۲۰۰۱) کماندار زن اهل کره جنوبی است.
وی در مسابقات بین‌المللی در مجموع برندهٔ ۱ مدال طلا شده‌است.